# Tandlægeforeningen
Tandlægeforeningen (forkortet TF) er en interesse- og sundhedsorganisation for både erhvervsaktive og ikke-erhvervsaktive tandlæger i Danmark og har sit sekretariat på Amaliegade i København. Hovedformålet er at varetage medlemmernes fælles faglige interesser og har retten til at føre forhandlinger omkring økonomiske og ansættelsesmæssige forhold med offentlige myndigheder. Organisationens 6.168 medlemmer (pr. 2007) indenfor alle kategorier af tandlægefaget omfatter offentligt ansatte privatansatte, klinikejere, studerende, tandlæger uden beskæftigelse, pensionerede tandlæger, tandlæger der praktiserer i udlandet, tandlæger i anden beskæftigelse og andet personale, der har med tandbehandling at gøre. Hovedparten af foreningens medlemmer er privatpraktiserende tandlæger (pr. 2007).

## Historie
Organisationen blev stiftet under navnet Dansk Tandlægeforening (forkortet DTF) i 1873, hvilket gør den til den ældste tandlægeforening i Norden. Foreningen havde ved grundlæggelsen to erklærede formål: 1) at få en strengere og mere udvidet uddannelse og 2) få forbudt andre end tandlæger at indsætte kunstige tænder. Omkring år 1885 var der godt 90 autoriserede tandlæger i Danmark, hvoraf godt halvdelen var medlemmer af Dansk Tandlægeforening. I 1910 blev Dansk Forening for Børnetandpleje stiftet i DTF-regi og i 1916 blev Skoletandlægeforeningen grundlagt. I slutningen af 1960'erne fandt der en sektordannelse sted i DTF, således at der opstod tre søjler eller sektorer indenfor DTF: Praktiserende Tandlægers Organisation (PTO), Dansk Børnetandlægeforening (DB) og Foreningen af Yngre Tandlæger (FYT).
Foreningen organiserer faglig kursusvirksomhed for tandlæger og har siden 1897 udgivet medlems- og fagbladet Tandlægebladet, der pr. 2009 udkommer 15 gange årligt sammen med 2 ekstranumre i forbindelse med fagmesserne Scandefa i Bella Center og Dental Fair i Vejle i et distribueret oplag på 6.341 per nummer (pr. 30. juni 2007). På det skandinaviske tandlægemøde i København den 2. august 1884 blev det vedtaget at udgive et tidsskrift med navnet "Skandinavisk Tidsskrift for Tandlæger", hvilket påbegyndtes i 1885 af to københavnske tandlæger. I 1886 (frem til 1888) overtog tandlægeforeningen udgivelsen af bladet, som blev foreningens første tidsskriftsudgivelse. Beslutningen om at udgive foreningens første medlemsblad blev først truffet på et møde den 20. november 1888 og udgivelsen af "Dansk Tandlægeforenings Medlemsblad" blev påbegyndt i 1889, da Dansk Tandlægeforening talte 51 medlemmer, hvoraf 35 var fra København og de resterende 16 medlemmer kom fra resten af Danmark. I 1897 påtog den unge tandlæge Henrik Sneedorf Stürup (1869-1957) ene mand og for egen regning udgivelsen af et tidsskrift med 14. dages interval under navnet "Nordisk Tandlægeblad", hvilket lagde grunden til det senere "Tandlægebladet". Med virkning fra og med den 1. januar 1899 blev Nordisk Tandlægeblad officielt organ for Dansk Tandlægeforening efter idéen havde vundet tilslutning på et møde i foreningen den 5. december 1898. Dansk Tandlægeforenings medlemsblad udkom i sine tidlige år under en række forskellige navne og formater (som et "Ugeblad", et "14-Dages Blad", et "Maanedsblad") og fik først navnet Tandlægebladet i 1901 og sidenhen sin nuværende årlige udgivelsesantal.
Indenrigsministeriet nedsatte i 1984 en arbejdsgruppe, der skulle komme med forslag til en fremtidig tandsundhedspolitik, , herunder spørgsmålet om dispensationsplejen, og skulle benyttes til lovrevisionen om børnetandplejen i 1986. Der opstod i forbindelse med Dansk Tandlægeforenings anbefalinger uenighed mellem to af foreningens medlemsorganisationer. Gruppen af offentligt ansatte børnetandlæger, Dansk Børnetandlægeforening (DB) ønskede ressourcerne, der blev frigjort grundet faldende børnetal og forbedret tandsundhed skulle benyttes til gratis ungdoms- og ældretandpleje, hvorimod de Privatpraktiserende Tandlægers Organisation (PTO) ønskede at styrke tandplejen i privat regi. Det var blandt andet grundet denne uenighed og konflikterne om retten til at behandle forskellige befolkningsgrupper, at godt 75% af børnetandlægerne i Dansk Børnetandlægeforening i maj måned 1985 besluttede at melde sig ud fra Dansk Tandlægeforening og grundlægge deres egen fagorganisation, Tandlægernes Nye Landsforening (TNL), som herefter næsten udelukkende bestod af privatpraktiserende tandlæger. Danmark havde nu to tandlægeforeninger med hver deres særinteresser og som har været mere eller mindre på kollisionskurs med hinanden.
Colgate-Palmolive fik i 1995 en sponsoraftale med tandlægeforeningen, hvor beløbet blev øremærket til foreningens årlige symposium og forskning, og gav virksomheden lov til i sin markedsføring af tandpasta med fluor at skrive, at Tandlægeforeningen anbefaler daglig brug af fluortandpasta. I 2007 besluttede repræsentantskabet på hovedgeneralforsamlingen imidlertid at opsige den gældende sponsoraftale med Colgate-Palmolive, idet virksomheden de foregående år også havde anvendt anbefalingen om fluor på sine triclosanholdige tandpastaer, hvilket gav tandlægeforeningen et image- og forklaringsproblem.
Den 19. september 2007 skiftede foreningen sit daværende kaldenavn ud med det mere mundrette og enkle Tandlægeforeningen samtidig med at DTFs Tryghedsordninger blev til Tandlægernes Tryghedsordninger og foreningens logo siden 1984 (tegnet af arkitekt Adam Linneballe med et kalkmaleri i Gislinge Kirke som motiv), der bestod af skytshelgenen Apollonia på en mørkeblå baggrund, blev udskiftet med den nuværende og mere tidssvarende visuelle identitet og dertilhørende vedtægtsændringer. Foreningens officielle navn er dog fortsat Dansk Tandlægeforening, men forkortelsen DTF udgik til fordel for forkortelsen TF (forkortelsen blev vedtaget i februar måned 2008 af hovedbestyrelsen).
I 2007 mødtes repræsentanter for de to foreninger flere gange for at drøfte mulighederne for en fremtidig sammenlægning af de to danske tandlægeforeninger. I forhandlinger på området for foreningens offentligt ansattes medlemmer har foreningerne tidligere samarbejdet via Tandlægernes Fællesrepræsentation (TFr). Da TNL ikke ønskede et videre samarbejde, gik tandlægeforeningen i 2007 sammen med Bibliotekarforbundet, Dansk Psykolog Forening, Dansk Kiropraktor Forening og Dansk Mejeriingeniør Forening for at danne en ny fællesrepræsentation kaldet BPTKM.

## Ekstern henvisninger
- Officiel hjemmeside for Tandlægeforeningen